# NGC 961
NGC 961 je galaksija u zviježđu Kit.

## Vanjske poveznice
- SEDS: NGC 961